# Doblička Gora
Doblička Gora – wieś w Słowenii, w gminie Črnomelj. W 2018 roku liczyła 67 mieszkańców.